# Весь город говорит (фильм, 1935)
«Весь город говорит» (англ. The Whole Town's Talking) — кинофильм режиссёра Джона Форда, вышедший на экраны в 1935 году. Лента основана на рассказе У.Р. Бёрнетта, опубликованном в 1932 году в журнале Collier’s.

## Сюжет
Скромный клерк по имени Артур Фергюсон Джонс ведёт незаметную жизнь, в свободное время занимаясь писательством и мечтая о своей прекрасной коллеге мисс Кларк. На его беду, мистер Джонс оказывается чрезвычайно похож на разыскиваемого по всей Америке преступника, известного как Убийца Мэннион. Поэтому однажды обычный поход в кафе оборачивается для него арестом. После долгого разбирательства полиция вынуждена признать, что он не тот, кто им нужен, а чтобы в будущем вновь не попасть в подобную ситуацию, прокурор выдаёт клерку специальную бумагу, подтверждающую его личность. После освобождения всеобщая слава обрушивается на мистера Джонса: у него берут интервью, ему пишут письма, он договаривается с газетой о серии репортажей, посвящённых биографии Мэнниона. Однако по возвращении домой его ждёт гораздо менее приятное открытие: Убийца собственной персоной является к нему, чтобы заполучить очень полезный для него охранный документ...

## В ролях
- Эдвард Г. Робинсон — Артур Фергюсон Джонс / Убийца Мэннион
- Джин Артур — мисс Вильгельмина Кларк
- Артур Хол — детектив сержант Бойл
- Джеймс Донлан — детектив сержант Хоу
- Артур Байрон — Спенсер
- Уоллес Форд — репортёр Хили
- Дональд Мик — Хойт
- Этьен Жирардо — Сивер
- Эдвард Брофи — Слагс Мартин
- Пол Харви — Дж. Дж. Карпентер
- Люсиль Болл — банковская служащая

В титрах не указаны
- Фрэнсис Форд — газетный репортёр в доке
- Блу Вашингтон — банковский швейцар